# Tamil Nadu
Le Tamil Nadu (tamoul : தமிழ் நாடு, Tamiḻ Nāṭu, /ˈt̪ɐmɨɻ ˈn̪aːɖu/ , litt. « pays tamoul ») est un État d'Inde situé au sud-est du pays. Il compte environ 83 millions d'habitants pour un peu plus de 130 000 km2. La densité moyenne est forte, mais la croissance démographique est inférieure à la moyenne indienne. Le Tamil Nadu est plus riche et plus urbanisé que la moyenne nationale. La capitale de l'État est Madras, rebaptisée Chennai.
Le Tamil Nadu a été créé selon des critères linguistiques en 1956 : il correspond à peu près aux régions d'Inde où l'on parle tamoul. Il s'appelait « État de Madras » jusqu'en 1960.

## Histoire
Le territoire semble occupé par l'homme depuis environ 385 000 ans. Les populations dravidiennes sont peut-être arrivées vers 1500 av. J.-C., poussées par l'avancée d'autres peuples Indo-Européens (cependant rien n'est certain à ce sujet).
Selon des scientifiques et des historiens, les Dravidiens seraient des descendants d'agriculteurs néolithiques d'Asie occidentale (Monts Zagros) qui ont conquis et largement déplacé les chasseurs-cueilleurs locaux. Certains ont postulé l'idée d'un lien entre les proto-Dravidiens et les Élamites du sud de l'Iran.
Lors de l'indépendance de l'Inde, en 1947, la présidence de Madras devint l'État de Madras. Il comprenait le Tamil Nadu, l'Andhra Pradesh, ainsi qu'une partie des États de l'Orissa, du Karnataka et du Kerala. Les frontières actuelles datent de 1956.
La population du Tamil Nadu a été sévèrement touchée par le tsunami de décembre 2004 avec plus de trois mille morts.

## Géographie

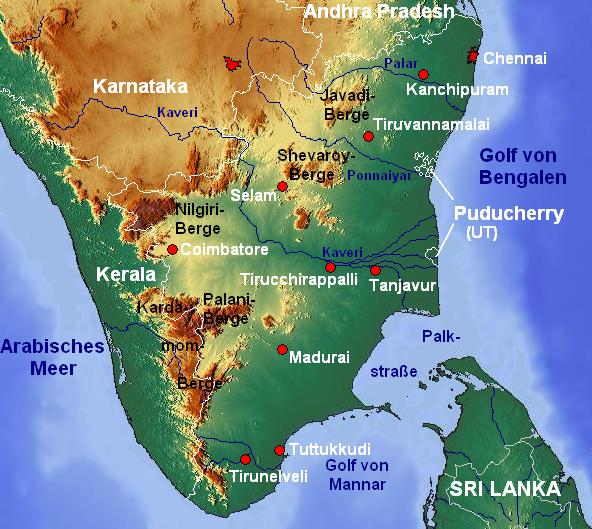
Carte topographique du Tamil Nadu

Le Tamil Nadu est bordé au nord par l'Andhra Pradesh, au nord-ouest par le Karnataka, à l'est par le golfe du Bengale et deux des enclaves constituantes du Territoire de Pondichéry, et à l'ouest par le Kerala. Au sud et au sud-est, il est bordé par la mer des Laquedives, la baie et le détroit de Palk, sur lesquels se forme une frontière maritime avec les Maldives et le Sri Lanka.
On peut distinguer deux régions au Tamil Nadu :
- dans l'Ouest et dans le Nord-Ouest, se trouvent des collines et des montagnes, notamment les Ghats Occidentaux ;
- dans l'Est et dans le Sud, se trouve une plaine côtière.

Le Tamil Nadu est essentiellement dominé par un climat tropical sec et humide, dépendant de la mousson d'hiver. Une part importante du territoire (particulièrement l'arrière-pays) connait un climat semi-aride chaud. En marge, les régions d'altitudes élevées (Nilgiris, Monts Palnis, etc.) présentent un climat tempéré.
L'État, tout comme l'ensemble de la côte est de l'Inde, est vulnérable au risque cyclonique. En moyenne, un à deux cyclones importants touchent la région chaque année, durant la saison des pluies hivernales. La sécheresse est également un aléa dans de nombreux secteurs, notamment le sud-est (Ramnad, Madurai) et le nord-ouest (Coimbatore).
Le principal cours d'eau de l'état est le fleuve Kaveri, dont le cours et le bassin versant occupent la partie centrale du territoire. Le reste de l'état est traversé par d'autres rivières d'importance, qui sont notamment le Palar, le Ponnaiyar et le Vellar au nord, la Vaigai, le Vaipar et la Thamirabarani au sud.
Les villes principales sont :
- Chennai anciennement Madras : capitale de l'État ; quatrième ville du pays par la taille ; ville industrielle (automobile) ; port et aéroport international.
- Coimbatore : ville industrielle (dont textile) située dans l'Ouest de l'État et desservi par un aéroport international.
- Madurai : capitale culturelle et cœur du pays tamoul.
- Salem : centre important de production textile.
- Tiruchirappalli (Trichy) : ville spécialisée dans le secteur tertiaire, doté d'un aéroport international et localisé au cœur du Tamil Nadu.
- Vellore : ville industrielle profitant de sa proximité avec Madras.
- Tirunelveli : ville commerciale et industrielle du sud de l'état.
- Thoothukudi (Tuticorin) : ville portuaire.
- Hosur : ville industrielle profitant de son emplacement géographique entre le plateau du Deccan (Bangalore), la vallée de la Kaveri (Tiruchirappalli, Karur, Erode, etc.), le piémont des Shevaroy (Salem) et le piémont des Nilgiris (Coimbatore, Tiruppur, etc.)

## Divisions administratives

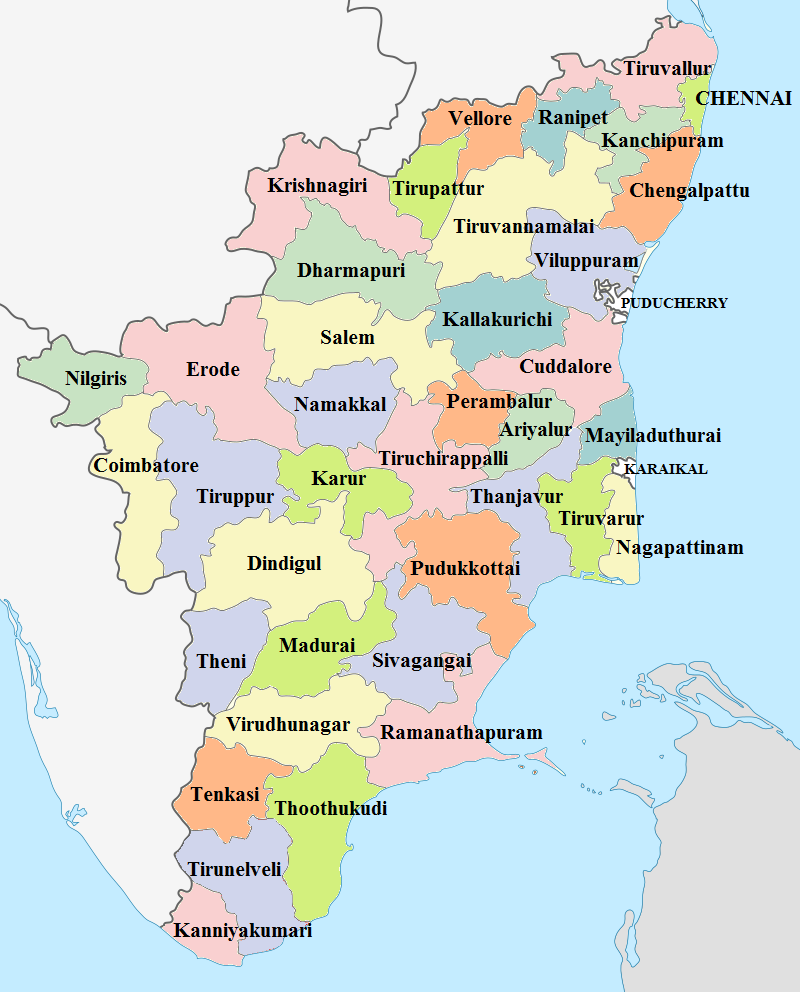
Carte des divisions administratives

Le Tamil Nadu est divisé depuis 2020 en trente-huit districts, qui ont été constitués au fil du temps, à partir de douze districts initiaux qui composaient la partie tamoulophone de la présidence de Madras.
- District d'Ariyalur
- District de Chengalpattu
- District de Chennai
- District de Coimbatore
- District de Cuddalore
- District de Dharmapuri
- District de Dindigul
- District d'Erode
- District de Kallakurichi
- District de Kanchipuram
- District de Kanniyakumari
- District de Karur
- District de Krishnagiri
- District de Madurai
- District de Mayiladuthurai
- District de Nagapattinam
- District de Namakkal
- District des Nilgiris
- District de Perambalur
- District de Pudukkottai
- District de Ramanathapuram
- District de Ranipet
- District de Salem
- District de Sivaganga
- District de Tenkasi
- District de Thanjavur
- District de Theni
- District de Thiruvallur
- District de Thoothukudi
- District de Tiruchirappalli
- District de Tirunelveli
- District de Tirupattur
- District de Tiruvannamalai
- District de Tiruvarur
- District de Vellore
- District de Viluppuram
- District de Virudhunagar

## Politique
Depuis les élections de 1967 et la défaite du Congrès face au Dravida Munnetra Kazhagam, le paysage politique du Tamil Nadu est dominé par les partis politiques locaux, dits dravidiens. Le Dravida Munnetra Kazhagam (DMK) et le All India Anna Dravida Munnetra Kazhagam (AIADMK) sont les deux partis les plus importants et dirigent chacun une coalition.
En 1986, le Tamil Nadu a supprimé son Conseil législatif au profit d'une législature monocamérale, comme la plupart des États indiens. Une tentative de recréation du Conseil a été stoppée en 2011 par la Cour suprême.

### Résultats des élections législatives de l'État de 2011
Lors des élections de 2011, la coalition dirigée par le DMK (DMK+, allié au Congrès) a été défaite par l'alliance autour de l'AIADMK sous la houlette de Jayalalithaa.
| Partis ou coalitions                     | Partis ou coalitions                     | Voix       | %    | Sièges |
| ---------------------------------------- | ---------------------------------------- | ---------- | ---- | ------ |
|                                          | AIADMK+                                  | 19 084 139 | 51,8 | 203    |
| All India Anna Dravida Munnetra Kazhagam | All India Anna Dravida Munnetra Kazhagam | 14 149 681 | 38,4 | 150    |
| Desiya Murpokku Dravida Kazhagam         | Desiya Murpokku Dravida Kazhagam         | 2 902 813  | 7,9  | 29     |
| Parti communiste d'Inde (marxiste)       | Parti communiste d'Inde (marxiste)       | 888 364    | 2,4  | 10     |
| Parti communiste d'Inde                  | Parti communiste d'Inde                  | 727 394    | 2,0  | 9      |
| Manithaneya Makkal Katchi                | Manithaneya Makkal Katchi                | 181 180    | 0,5  | 2      |
| Puthiya Tamilagam                        | Puthiya Tamilagam                        | 146 454    | 0,4  | 2      |
| All India Forward Bloc                   | All India Forward Bloc                   | 88 253     | 0,2  | 1      |
|                                          |                                          |            |      |        |
|                                          | DMK+                                     | 14 529 501 | 39,4 | 31     |
| Dravida Munnetra Kazhagam                | Dravida Munnetra Kazhagam                | 8 249 985  | 22,4 | 23     |
| Congrès national indien                  | Congrès national indien                  | 3 426 247  | 9,3  | 5      |
| Pattali Makkal Katchi                    | Pattali Makkal Katchi                    | 1 927 260  | 5,2  | 3      |
| Viduthalai Chiruthaigal Katchi           | Viduthalai Chiruthaigal Katchi           | 555 965    | 1,5  | 0      |
| Kongunadu Munnetra Kazhagam              | Kongunadu Munnetra Kazhagam              | 370 044    | 1,0  | 0      |
|                                          |                                          |            |      |        |
|                                          | Bharatiya Janata Party                   | 824 826    | 2,2  | 0      |
|                                          | Indépendants                             | N/A        | N/A  | 0      |

## Corruption
Dans l’État du Tamil Nadu, le sable de plage recèle des minerais très convoités, comme le grenat, l’ilménite, le rutile, le zircon, le silicate, le leucoxène ou la monazite. Depuis des années, de véritables mafias font la loi dans ce secteur. Selon la journaliste Sandhya Ravishankar, qui fut harcelée : « La mafia du sable a des connexions avec des responsables politiques, des policiers et des fonctionnaires au sein même du gouvernement. Dès que vous révélez leurs agissements, ils ne vous lâchent plus ! ». Comme de nombreux États de l'Inde, le Tamil Nadu est aussi concerné par un système politique en partie néo-patrimonialiste, reposant sur une classe politique régionale formée par le mouvement dravidien. La liberté de presse et la liberté d'expression y sont des droits fondamentaux particulièrement sous pression,. Des militants, fonctionnaires et citoyens ordinaires engagés dans la lutte contre la corruption et les irrégularités gouvernementales, font régulièrement l'objet d'agression, de détention arbitraire, parfois d'assassinat,. Le 17 janvier 2025, Jagaber Ali, un lanceur d'alerte ayant documenté durant quatre ans une importante affaire d'exploitation minière illégale dans le district de Pudukkottai (au sud-est de l'État), est écrasé vivant par un camion alors qu'il se rendait à une manifestation populaire. Il avait estimé à 8,4 milliards de roupies la valeur totale des minerais extraits illicitement dans cette seule région,.

## Démographie
Avec 72 147 030 habitants en 2011, le Tamil Nadu se classe au septième rang des États indiens les plus peuplés.
| Évolution de la population | Évolution de la population | Évolution de la population |
| Année                      | Population                 | %±                         |
| -------------------------- | -------------------------- | -------------------------- |
| 1951                       | 30 119 000                 | —                          |
| 1961                       | 33 687 000                 | + 11,8 %                   |
| 1971                       | 41 199 000                 | + 22,3 %                   |
| 1981                       | 48 408 000                 | + 17,5 %                   |
| 1991                       | 55 859 000                 | + 15,4 %                   |
| 2001                       | 62 406 000                 | + 11,7 %                   |
| 2011                       | 72 138 958                 | + 15,6 %                   |
| Source :                   |                            |                            |

Selon le recensement religieux de 2011, le Tamil Nadu comptait 87,6 % d'hindous, 6,1 % de chrétiens, 5,9 % de musulmans, 0,1 % de jaïns et 0,3 % suivant d'autres religions ou aucune religion.

## Culture

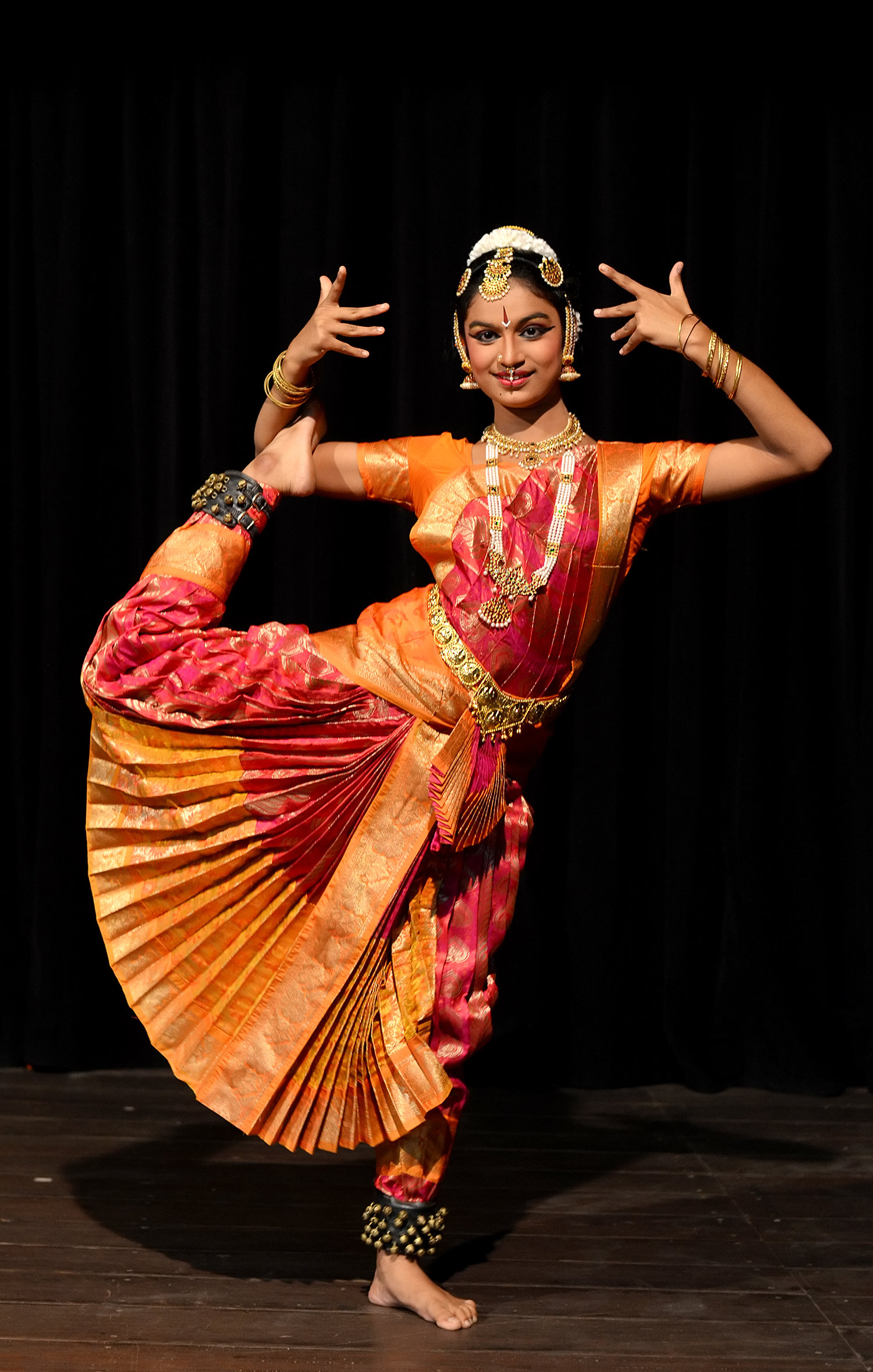
Danseuse de Bharata natyam

- L'une des formes de danse classique de l'Inde, le Bharata Natyam, est originaire du Tamil Nadu. Des chorégraphes et danseuses bien connues, comme Malavika Sarukkai, sont aussi originaires de cette région.
- Originaires du Tamil Nadu, le Silambam (pratiqué de nos jours en mode d'autodéfense mais aussi durant les festivals sous une forme acrobatique), le Varma Kalai (art des points vitaux), et le style du Sud du Kalaripayat comptent parmi les plus anciens arts martiaux du monde.

## Agriculture
Le Tamil Nadu est le premier État indien producteur de jasmin, avec une production annuelle de 77 247 tonnes sur une surface cultivée de 9 360 hectares. Les fleurs produites sont exportées dans les pays voisins, au Sri Lanka, à Singapour, en Malaisie et dans les pays du Moyen-Orient. Elles sont aussi absorbées localement pour les productions de la fleuristerie indienne, telles que les gajras et les mâlâs (guirlandes de fleurs).

## Tourisme
Principaux sites touristiques : Madras, Kanchipuram, Mahabalipuram, Tiruvannamalai, Yercaud, Coimbatore, Yelagiri, Vellore, Gingee, Kumbakonam, Thanjavur, Gangaikondacholapuram, Tiruchirappalli, Shrirangam, Chettinad, Karaikudi, Rameshwaram, Kanyakumari, Tirunelveli, Tenkasi, Madurai, Dindigul, Kodaikanal, Ooty, Vaduvoor.

## Infrastructures

### Transport

#### Autoroutes
Un réseau dense de routes dessert les villes, ports de l’État. 25 autoroutes nationales (4 873 km), 10 315 km d'autoroutes d’État et est desservie par le Quadrilatère d'or. Le réseau est entretenu par le Département des routes et autoroutes (Tamil Nadu).

#### Rail
L’État est desservi par la Zone 7 de l'Indian Railways.

#### Aéroports
L'Aéroport international de Madras, l'Aéroport international de Tiruchirappalli, l'Aéroport international de Coimbatore et l'Aéroport de Madurai sont les portes d'entrée pour le Tamil Nadu.

#### Ports
Les ports principaux se trouvent à Madras, Ennore et Tuticorin.

### Énergie
55 % de l’énergie d'origine éolienne produite en Inde l'est au Tamil Nadu[réf. nécessaire].

#### Nucléaire
- Centrale nucléaire de Madras.
- Projet de centrale nucléaire de Kudankulam.

## Personnalités liées
- Rose Venkatesan, animatrice de talk-show.
- Jayalalithaa Jayaram, actrice et femme politique influente.
- C.V. Raman, physicien et récipiendaire du prix Nobel de physique de 1930.
- Subrahmanyan Chandrasekhar, astrophysicien et mathématicien récipiendaire du prix Nobel de physique de 1983.
- Srinivasa Ramanujan, mathématicien.
- A.P.J. Abdul Kalam, scientifique dans l'ingénierie et technologie spatiale et homme d'état.
- Chakravarti Rajagopalachari, homme politique influent, militant pour l'indépendance indienne.
- Kumaraswami Kamaraj, homme politique influent, militant pour l'indépendance indienne.
- V. O. Chidambaram Pillai, avocat, écrivain, syndicaliste et militant pour l'indépendance indienne.
- M.G. Ramachandran, acteur et homme politique influent.
- M.S. Subbulakshmi, chanteuse.
- Shyamala Gopalan Harris, biologiste et oncologue spécialiste du cancer du sein.
- Padma Lakshmi, actrice, écrivaine et mannequin.
- P. M. Thevar, politicien et militant pour l'indépendance indienne.
- Subramanya Bharathi, écrivain, poète, journaliste et activiste.
- Muthulakshmi Reddy, médecin, écrivaine, féministe et militante pour le droit des femmes.
- E. V. Ramasamy ou "Periyar", militant athée, homme politique influent et initiateur du Self-Respect Movement.
- Sundar Pichai, informaticien et président-directeur général de Google.
- Indra Nooyi, femme d'affaires et présidente-directrice générale du groupe PepsiCo de 2006 à 2018.
- Venkatraman Ramakrishnan, biologiste moléculaire corécipiendaire du prix Nobel de chimie de 2009.
- C.K. Prahalad, spécialiste et théoricien en management et en économie.
- Malcolm Adiseshiah, pédagogue et économiste du développement.
- A. R. Rahman, auteur-compositeur-interprète et producteur.
- Sridevi, actrice.
- M. S. Swaminathan, généticien et agronome, considéré comme l'un des pères de la révolution verte indienne.
- Hema Malini, actrice, danseuse, éditrice et femme politique.
- S. R. Srinivasa Varadhan, mathématicien récipiendaire du prix Abel de 2007.
- Rekha, actrice, danseuse et femme politique.
- V. S. Ramachandran, neuroscientifique.
- Keerthi Pandian, actrice.

## Galerie

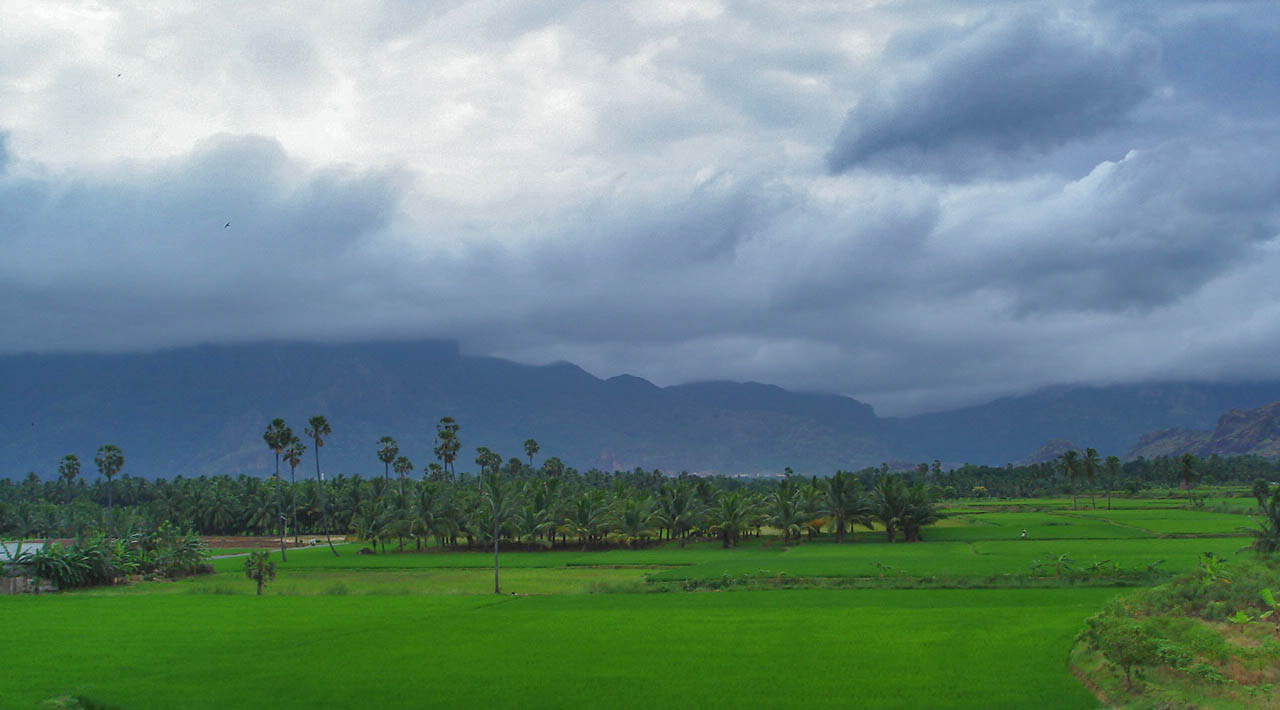
Rizières et cocoteraies en été, près de Nagercoil dans la région du Travancore, au vent (exposée aux moussons d'été).
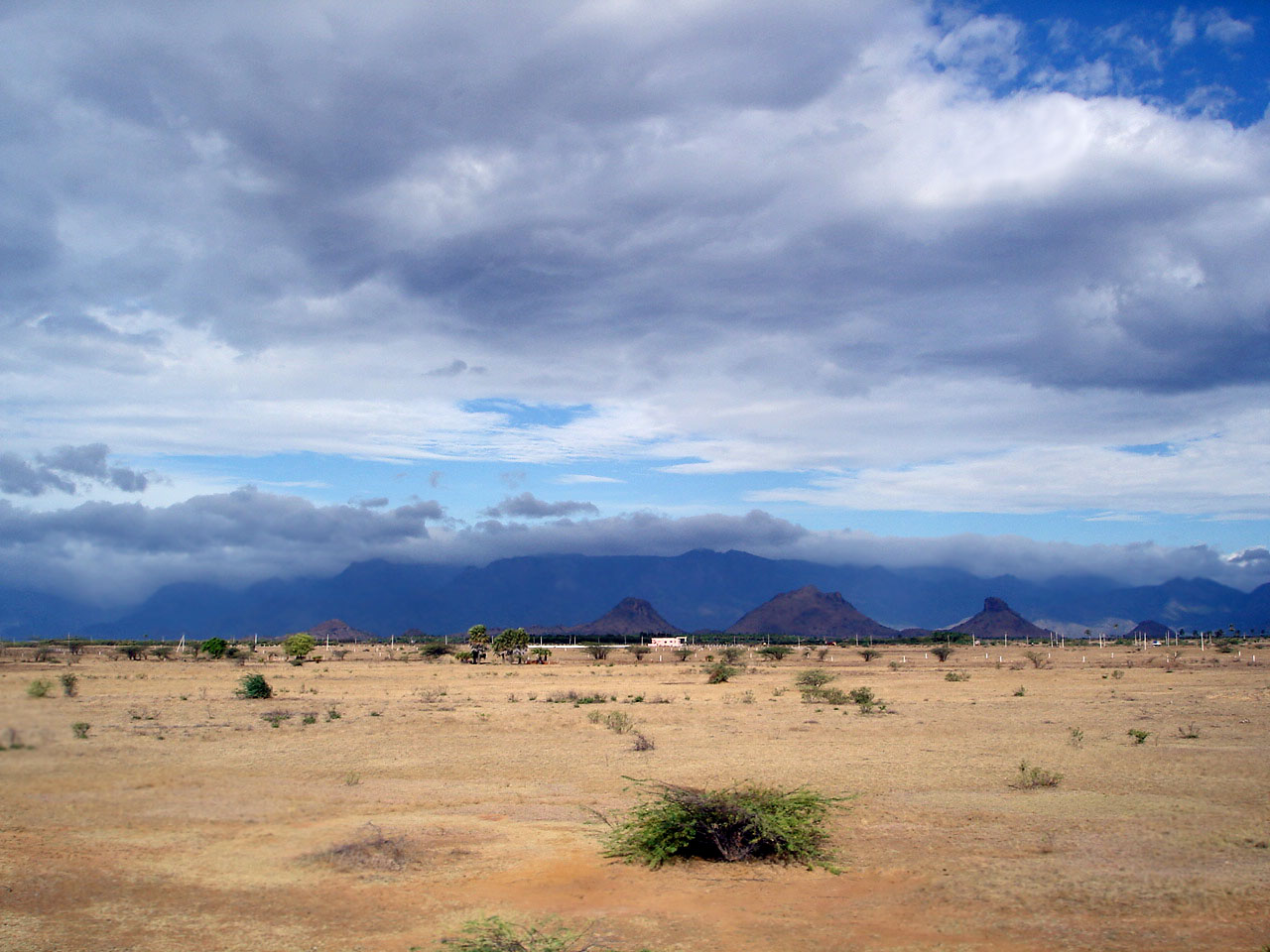
Paysage d'été dans la région de Tirunelveli, sous le vent (non exposé aux moussons d'été).
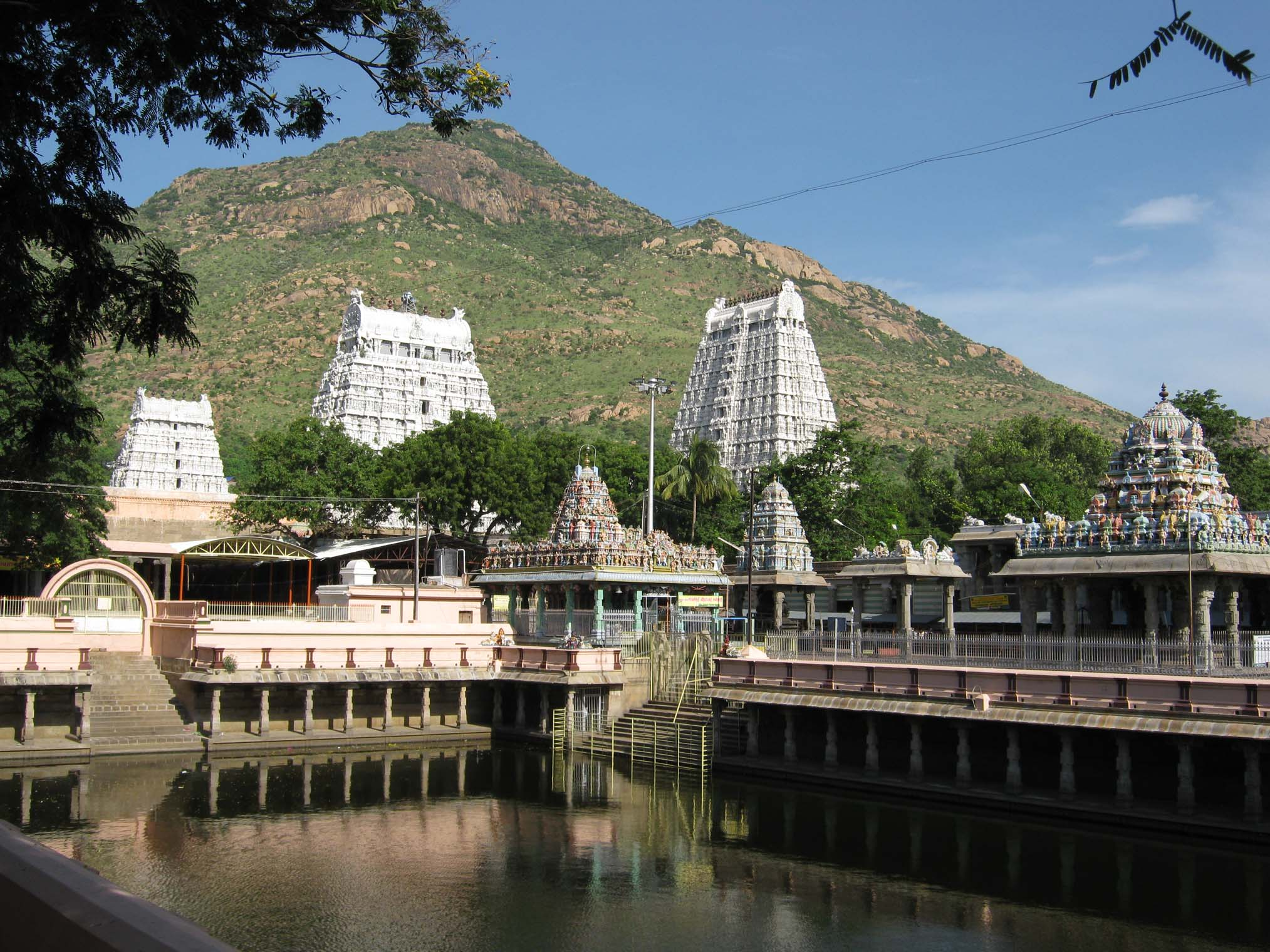
La ville sainte de Tiruvanamalai est un haut-lieu du Shaiva Siddhanta ou Shivaïsme tamoul.
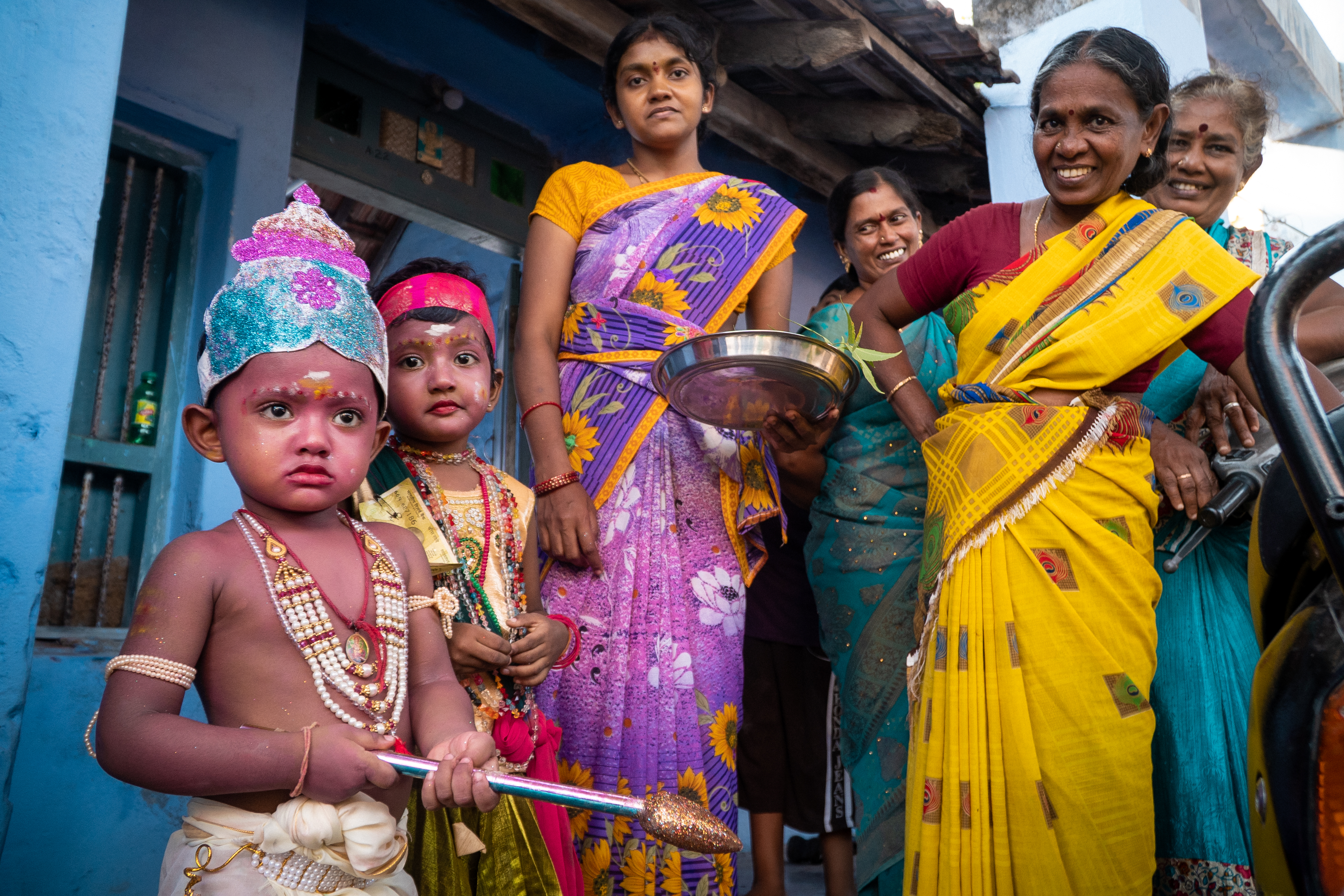
Enfants déguisés pour la Vijayadashami de Kulasekharapatnam, près de Tiruchendur.
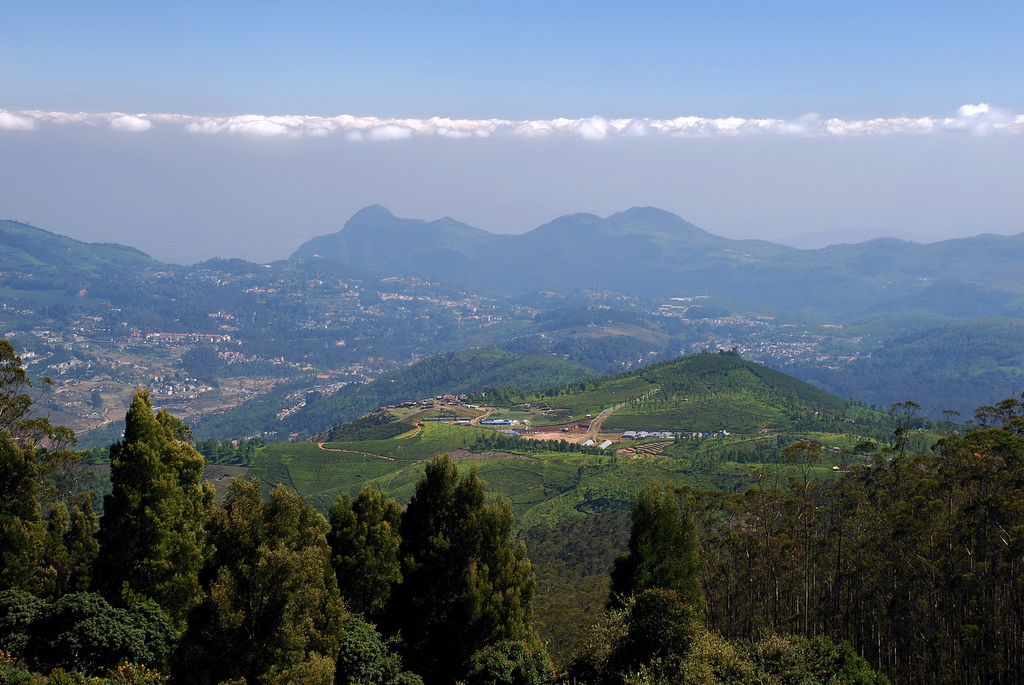
Ooty est la plus importante station de montagne du sud de l'Inde, située sur le massif montagneux des Nilgiris.
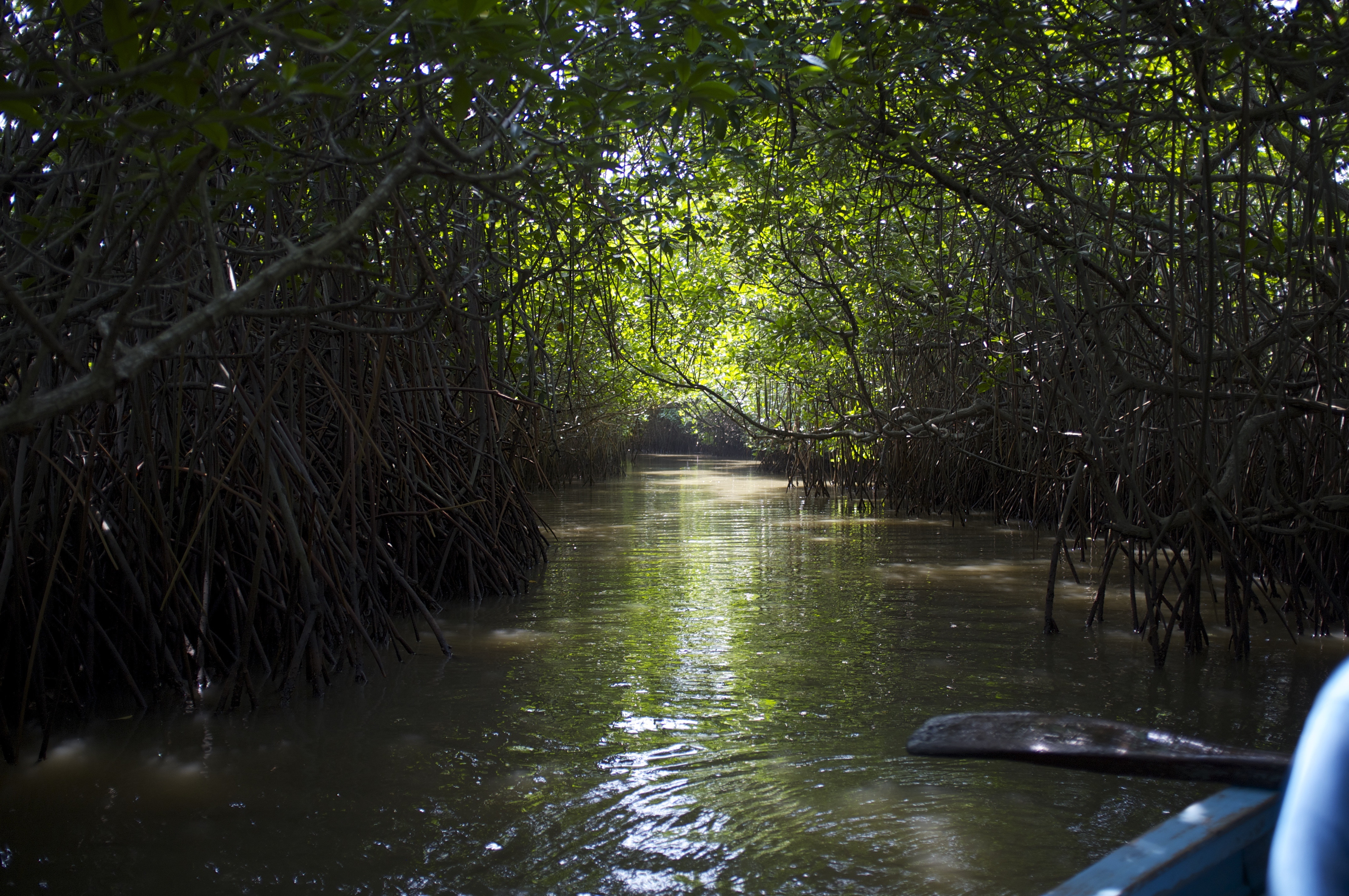
La forêt de Pichavaram, dite Thillaivanam, près de Chidambaram. Une des plus vastes mangroves de l'Inde, entre le Vellar et le Kollidam.
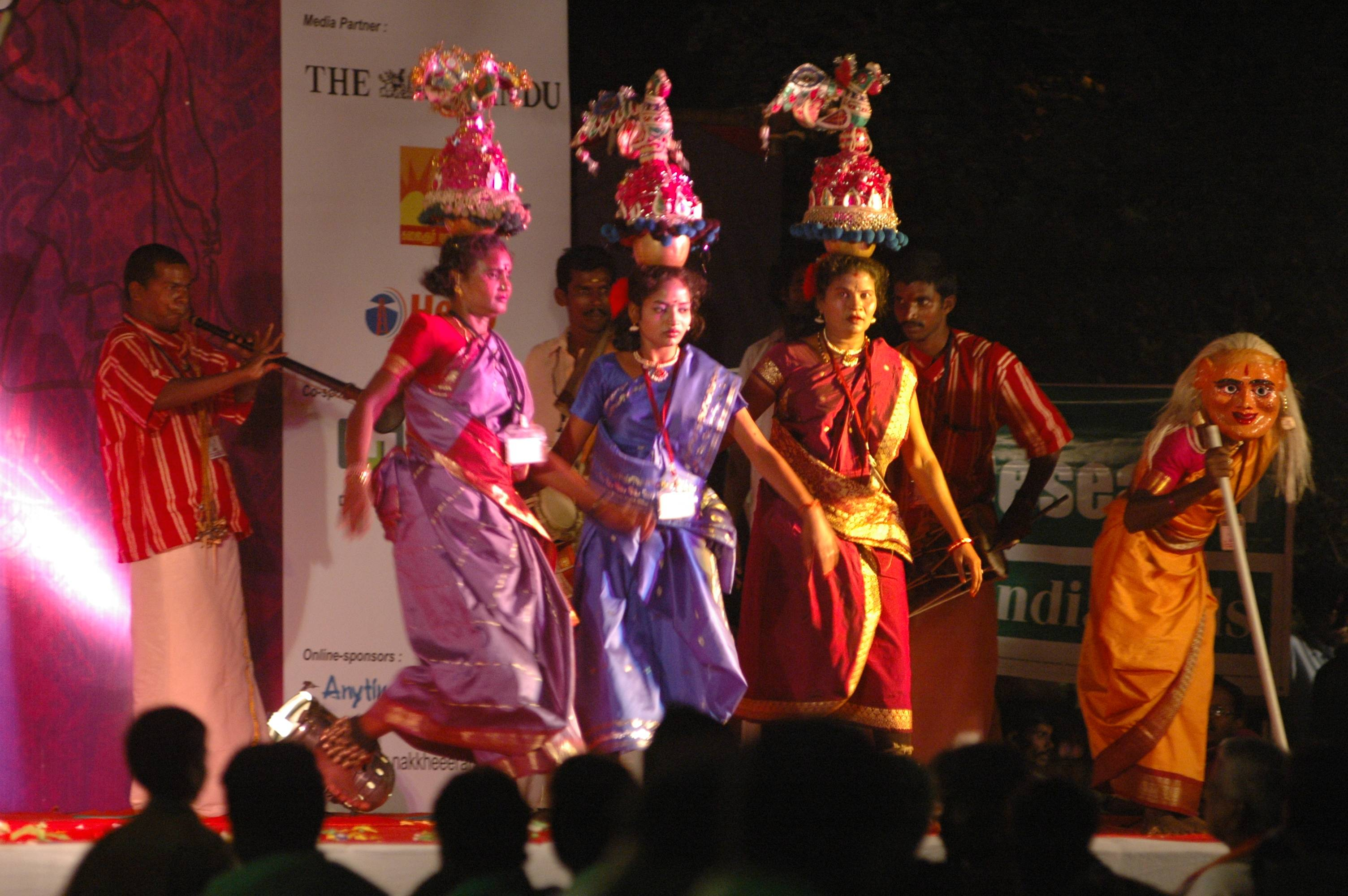
Le karakattam est une danse folklorique voire religieuse locale, assez commune dans les fêtes de villages de certaines régions.
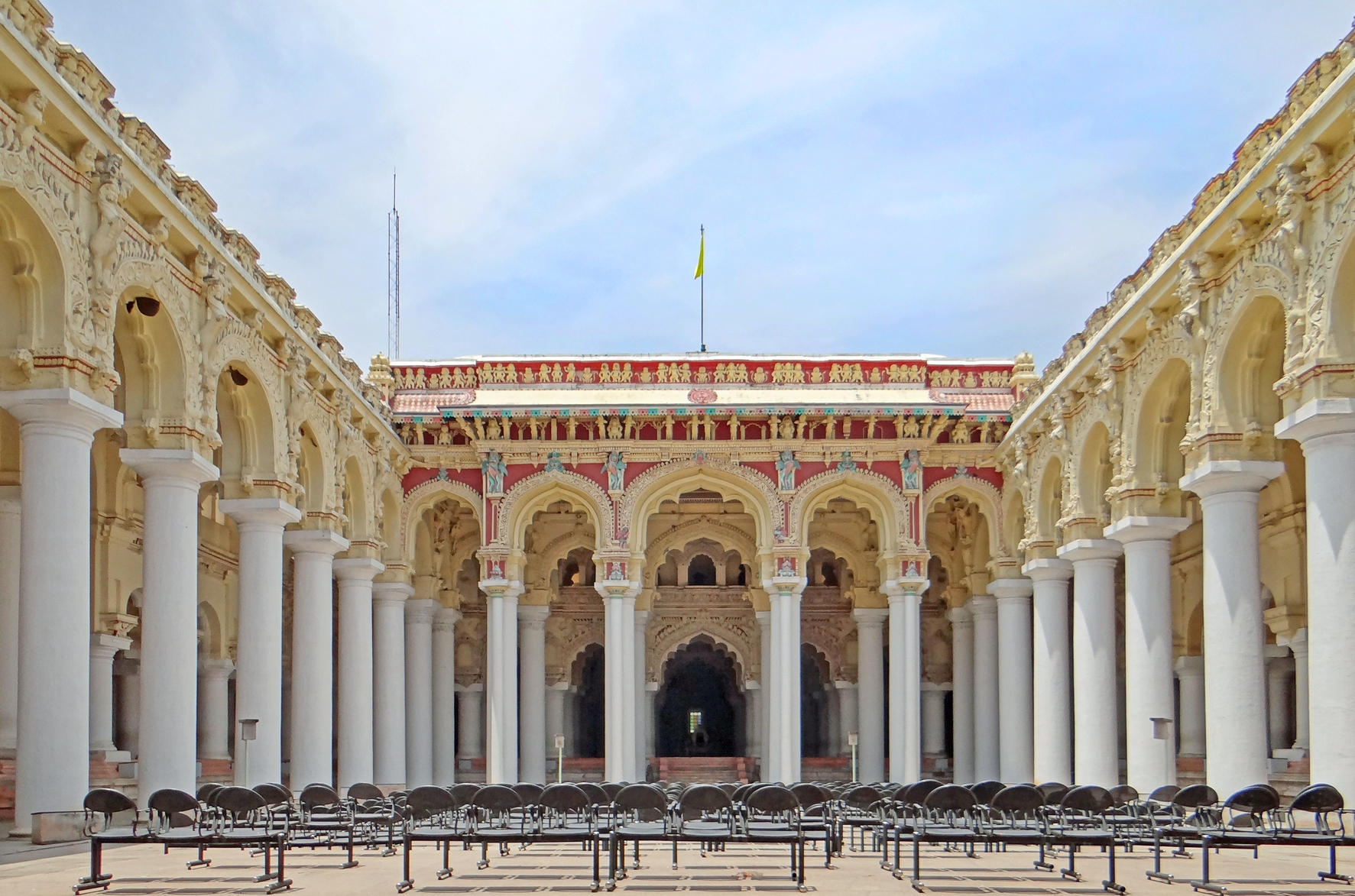
Le palais des Nayaks de Madurai, un chef-d'œuvre de l'architecture du Tamil Nadu et de l'Inde du Sud, bâti au XVIIe siècle.
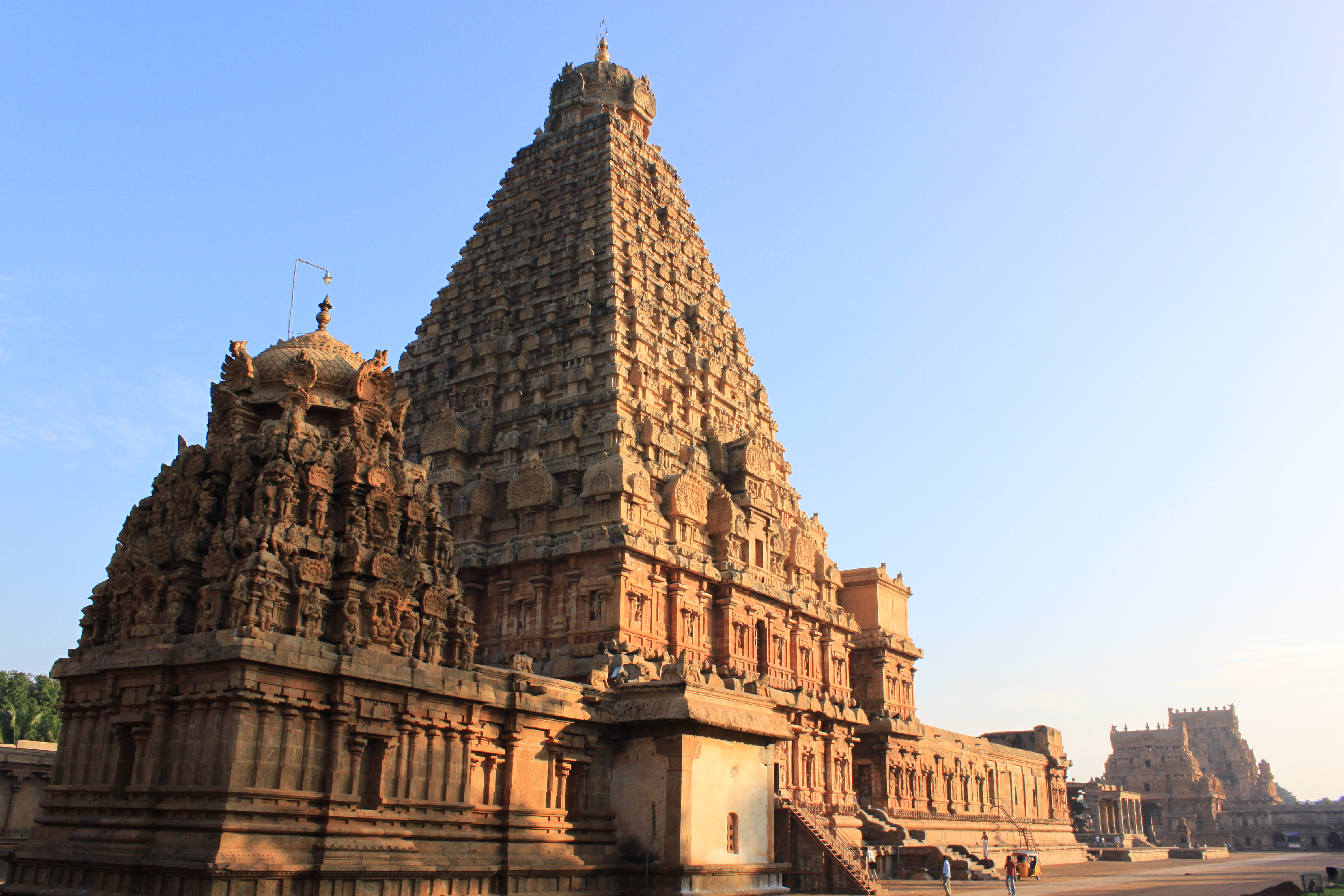
Le Temple de Brihadesvara à Thanjavur est un site classé au patrimoine mondial. Une réalisation majeure du Moyen Âge indien.
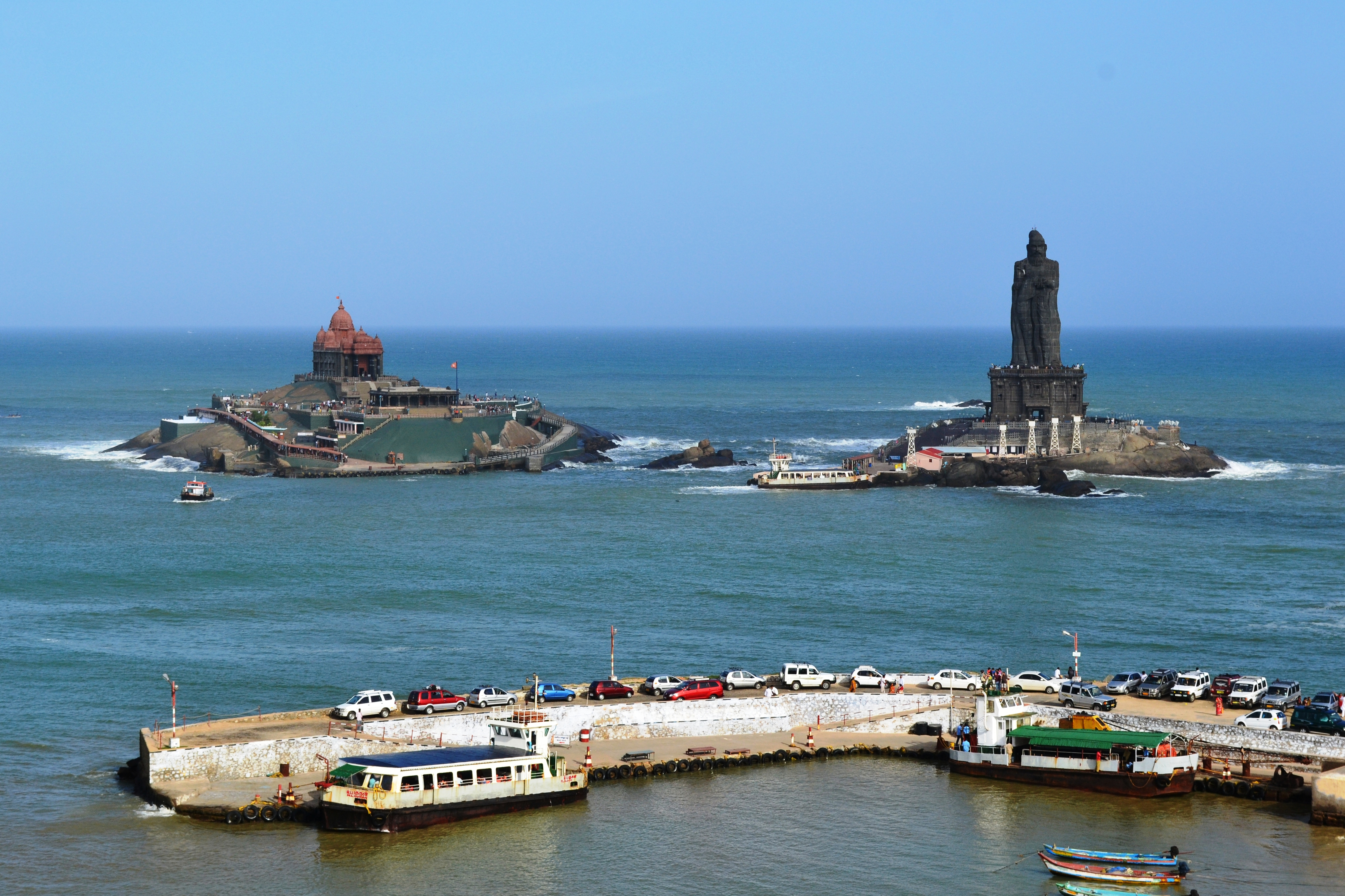
Kanyakumari ou Cap Comorin est la ville la plus méridionale de la péninsule indienne, située sur le cap du même nom.
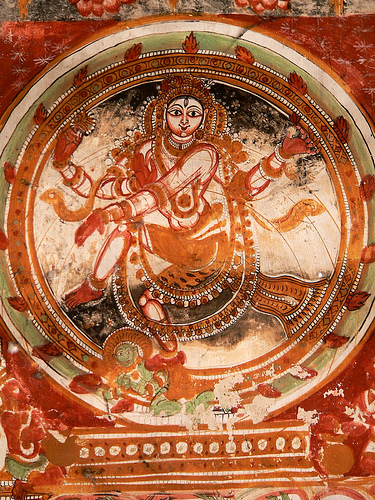
Nataraja est un aspect de Shiva très vénéré et emblématique du Tamil Nadu.
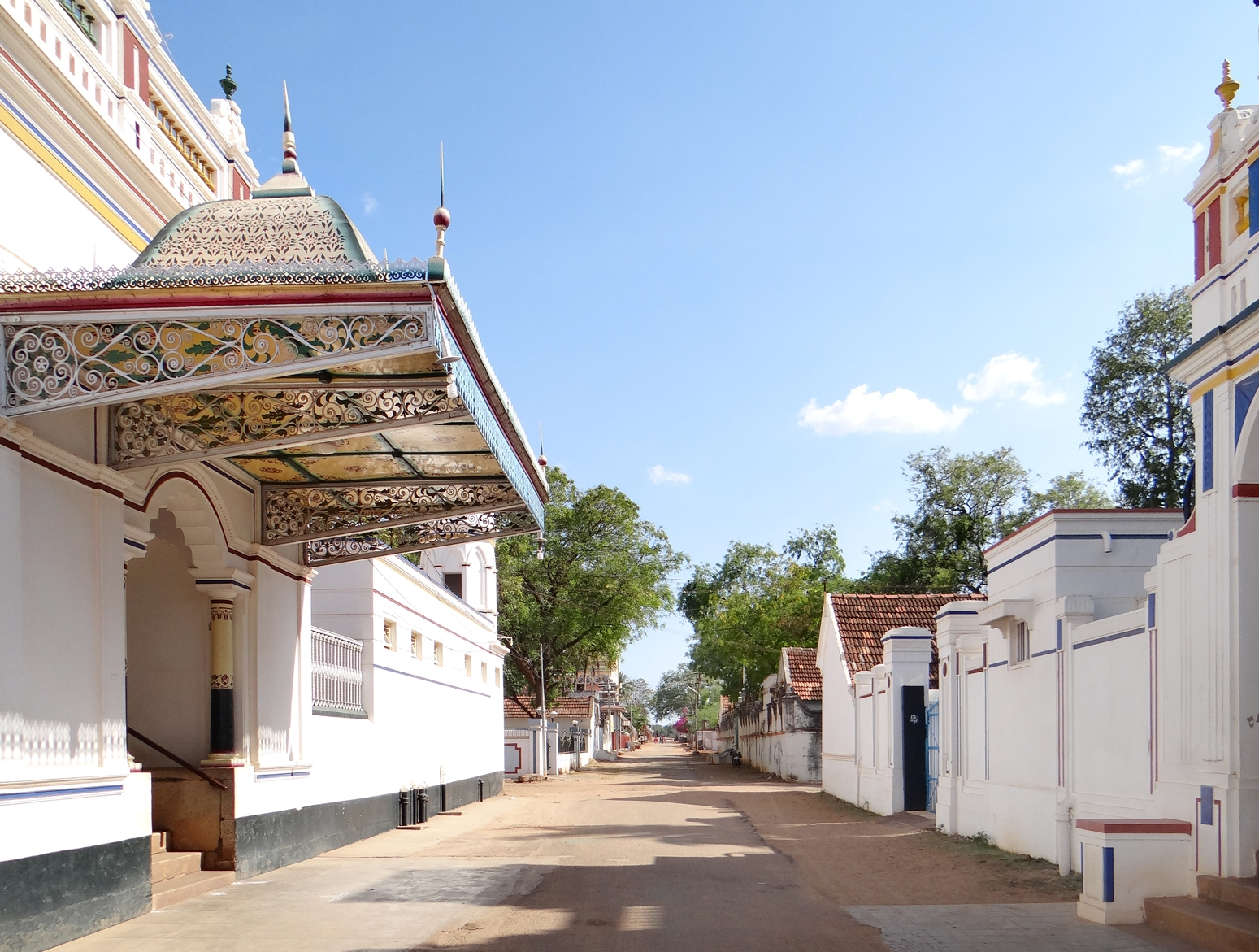
Le Chettinad est une région célèbre pour ses villages de grandes demeures habitées par la communauté des Nattukottai Chettiars.
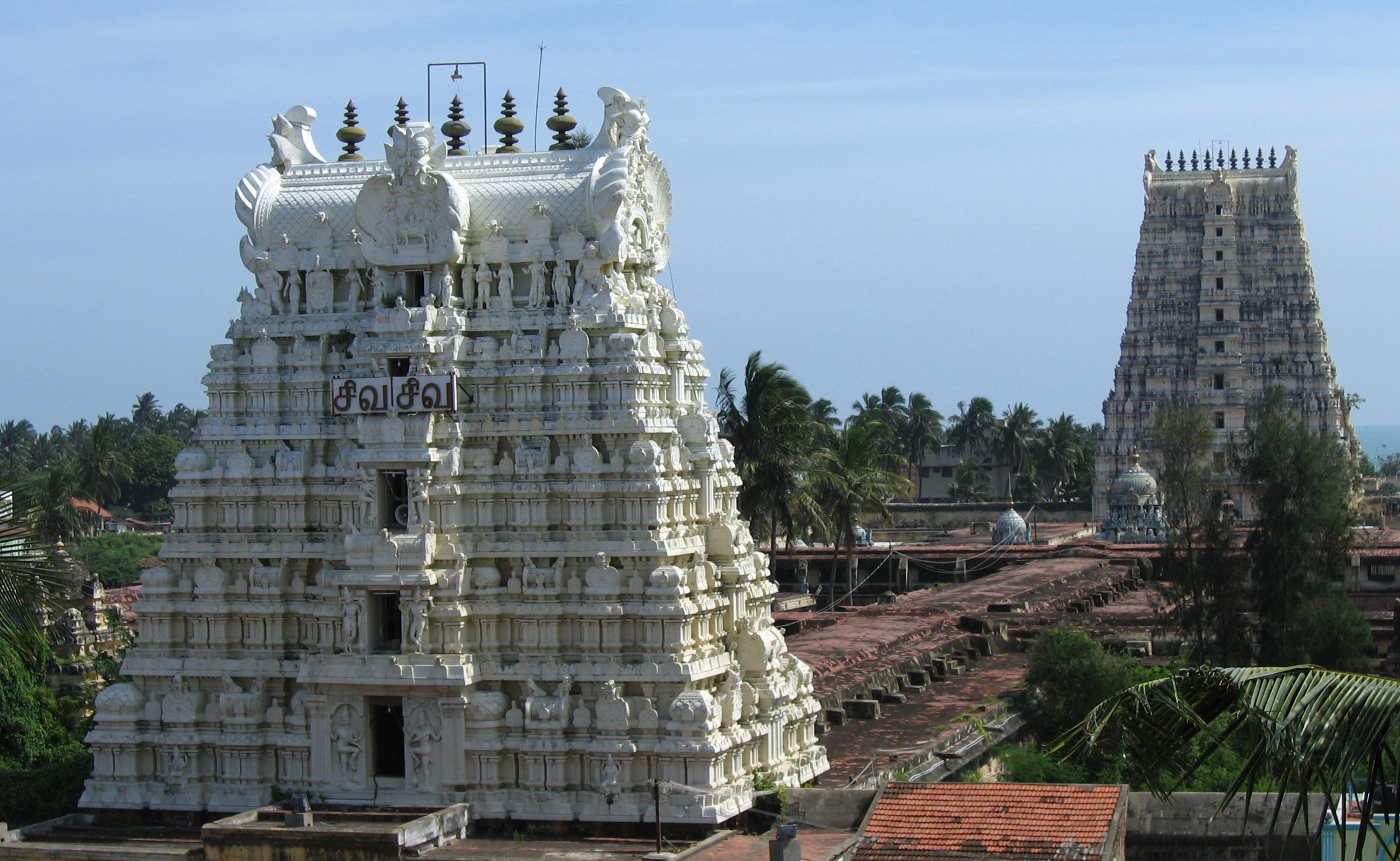
Le Temple de Rameshwaram est l'un des sites de pèlerinages les plus fréquentés de toute l'Inde. Un lieu associé à l'épopée du Ramayana, qui est aussi un des Char Dham.
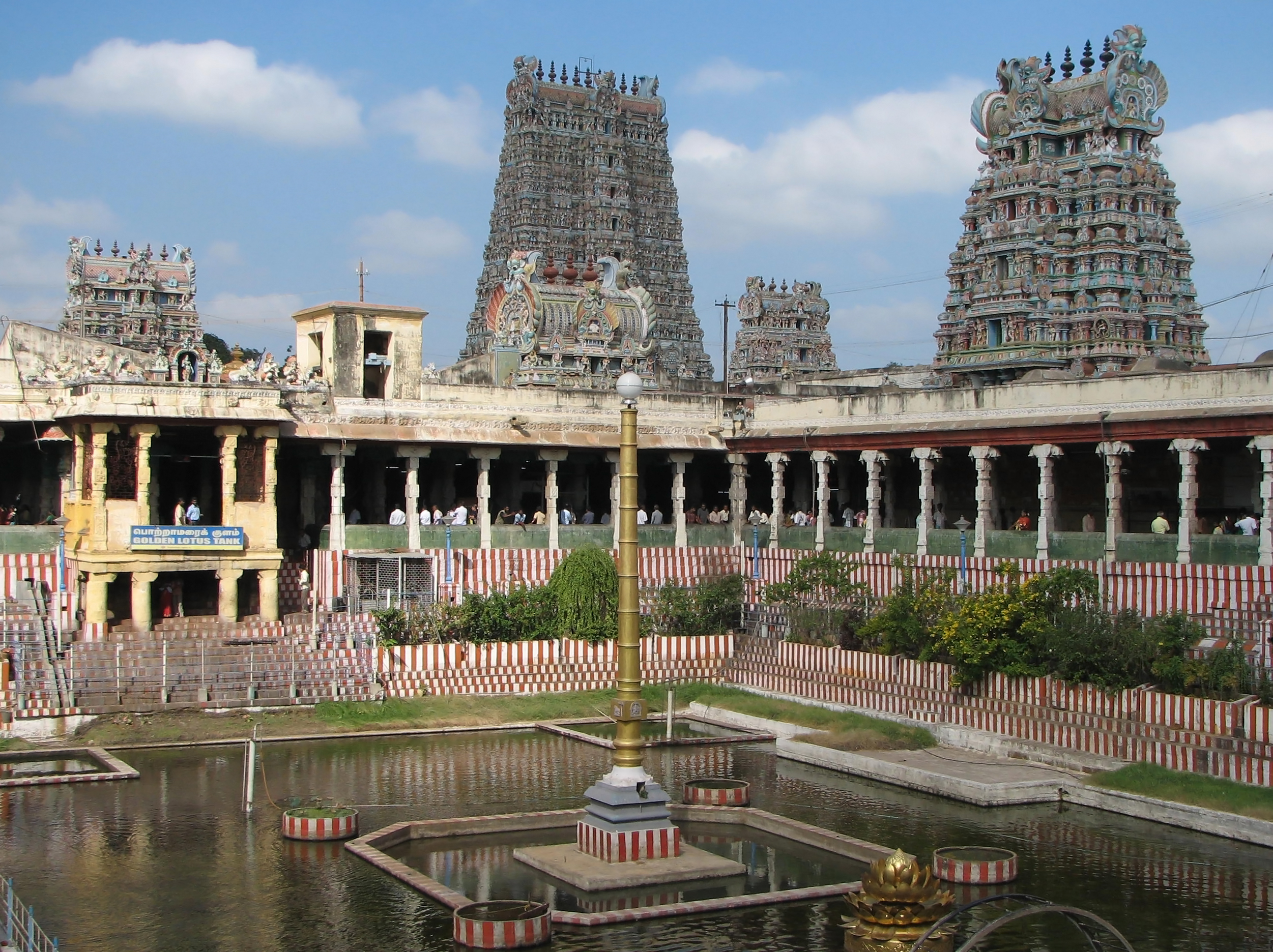
Le Temple de Minakshi à Madurai a plus de 2200 ans d'histoire connue. Un festival massif y a lieu durant Chitirai, le premier mois tamoul.
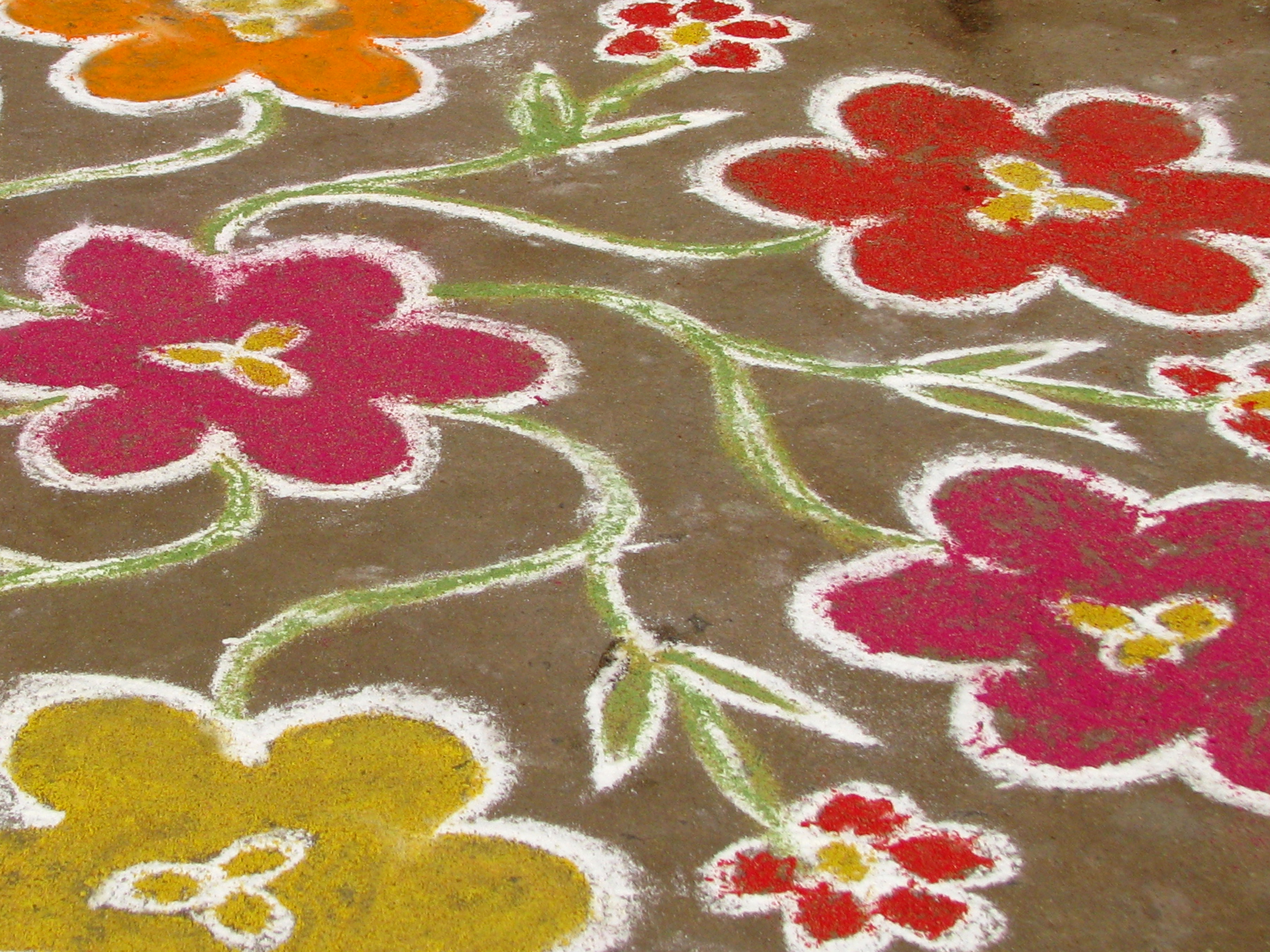
Le kolam est un symbole de la culture tamoule indienne. Un mandala auspicieux tracé tous les matins au seuil des maisons, des temples, etc.
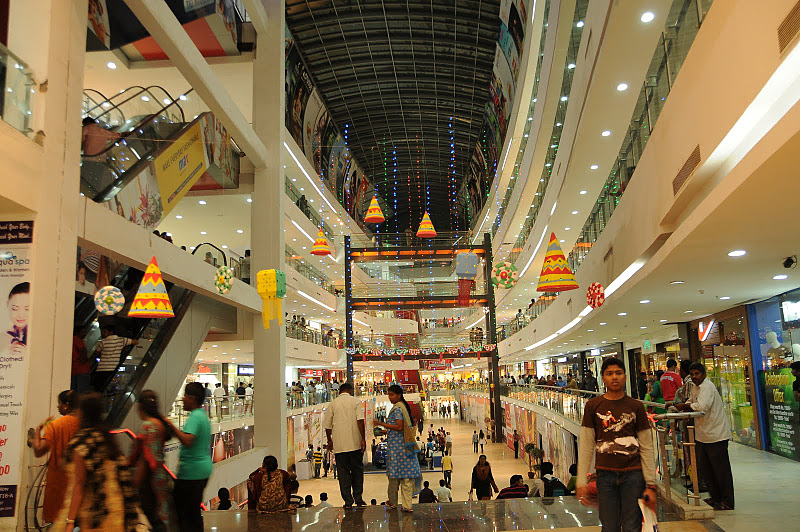
Coimbatore et sa région forment un poumon économique et industriel du Tamil Nadu, hors de la région métropolitaine madrasienne.
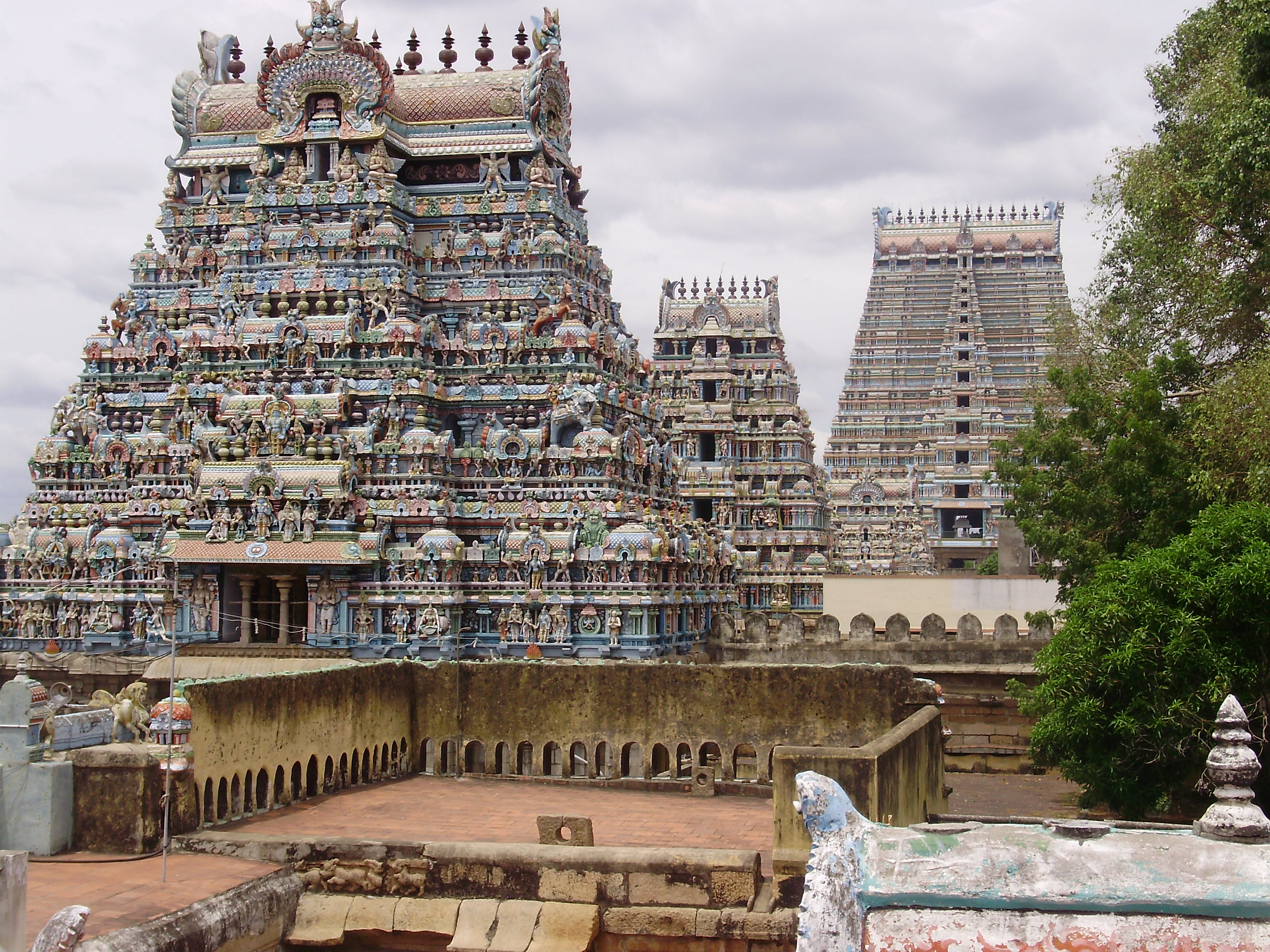
Le Temple de Sri Ranganathaswamy, sur l'île de Srirangam, serait le plus grand complexe religieux utilisé au monde.
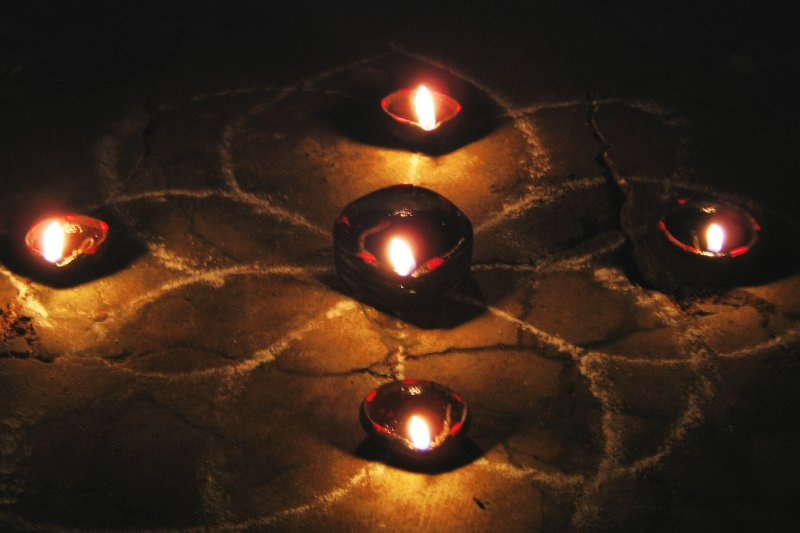
Karthikai Deepam est une fête religieuse particulière au Tamil Nadu, durant laquelle les maisons et les temples se parent de lampes à huile.
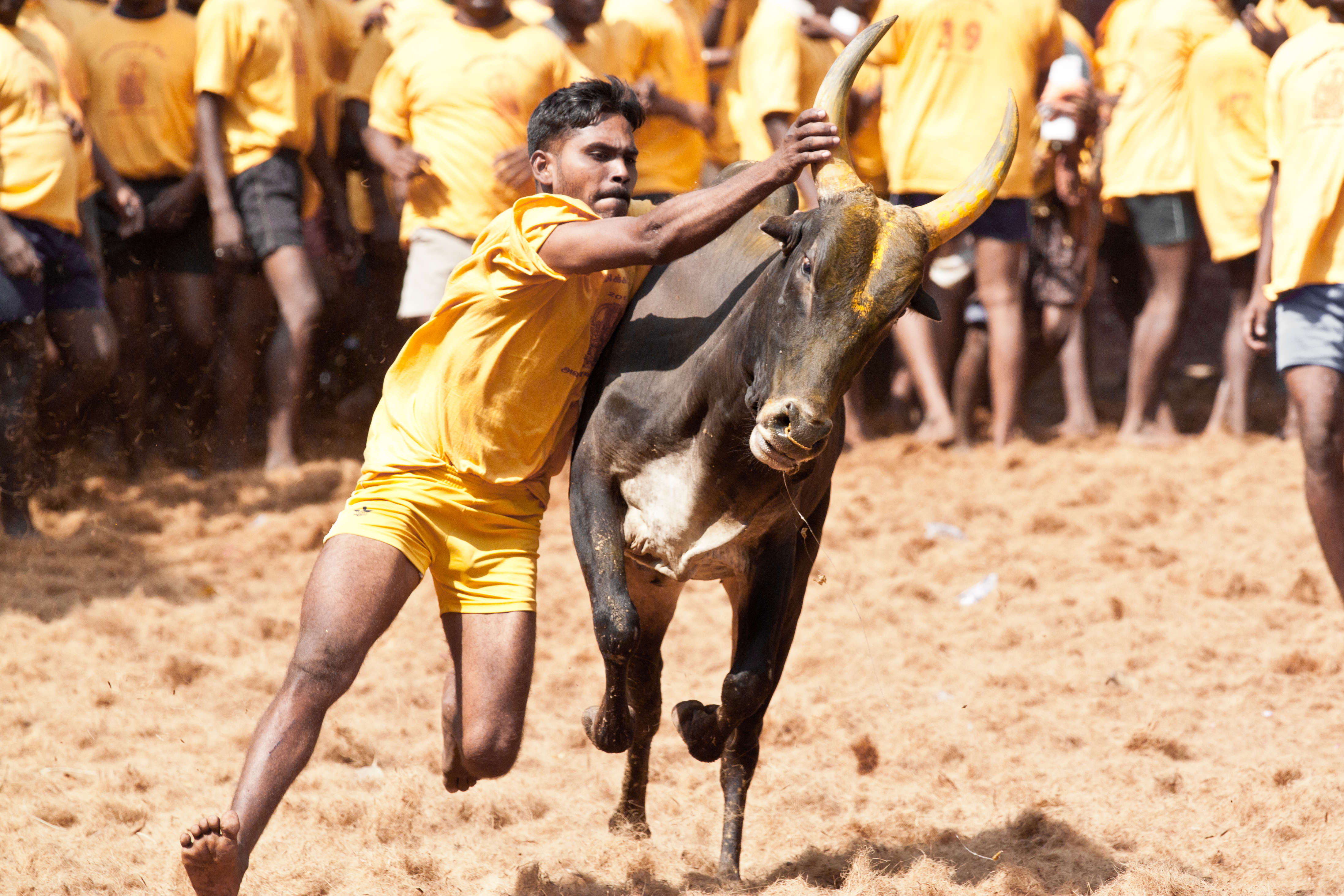
Le Jallikattu est une pratique sportive et sociale propre à certaines régions du Tamil Nadu. Il est particulièrement organisé autour de Pongal.
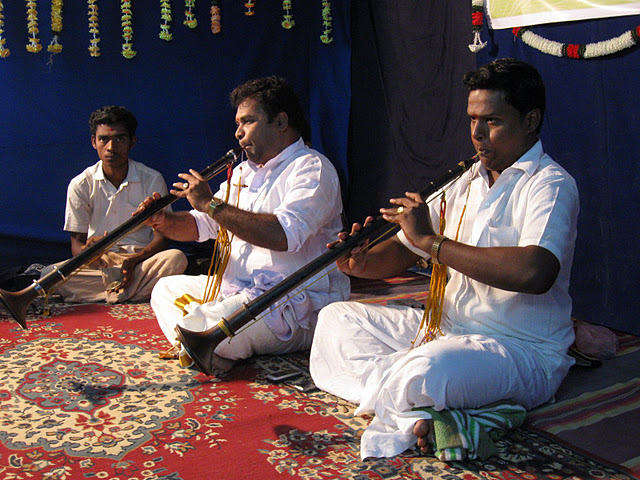
Le Tamil Nadu est connu pour la musique Carnatique, l'une des deux écoles de musique savante de l'Inde.
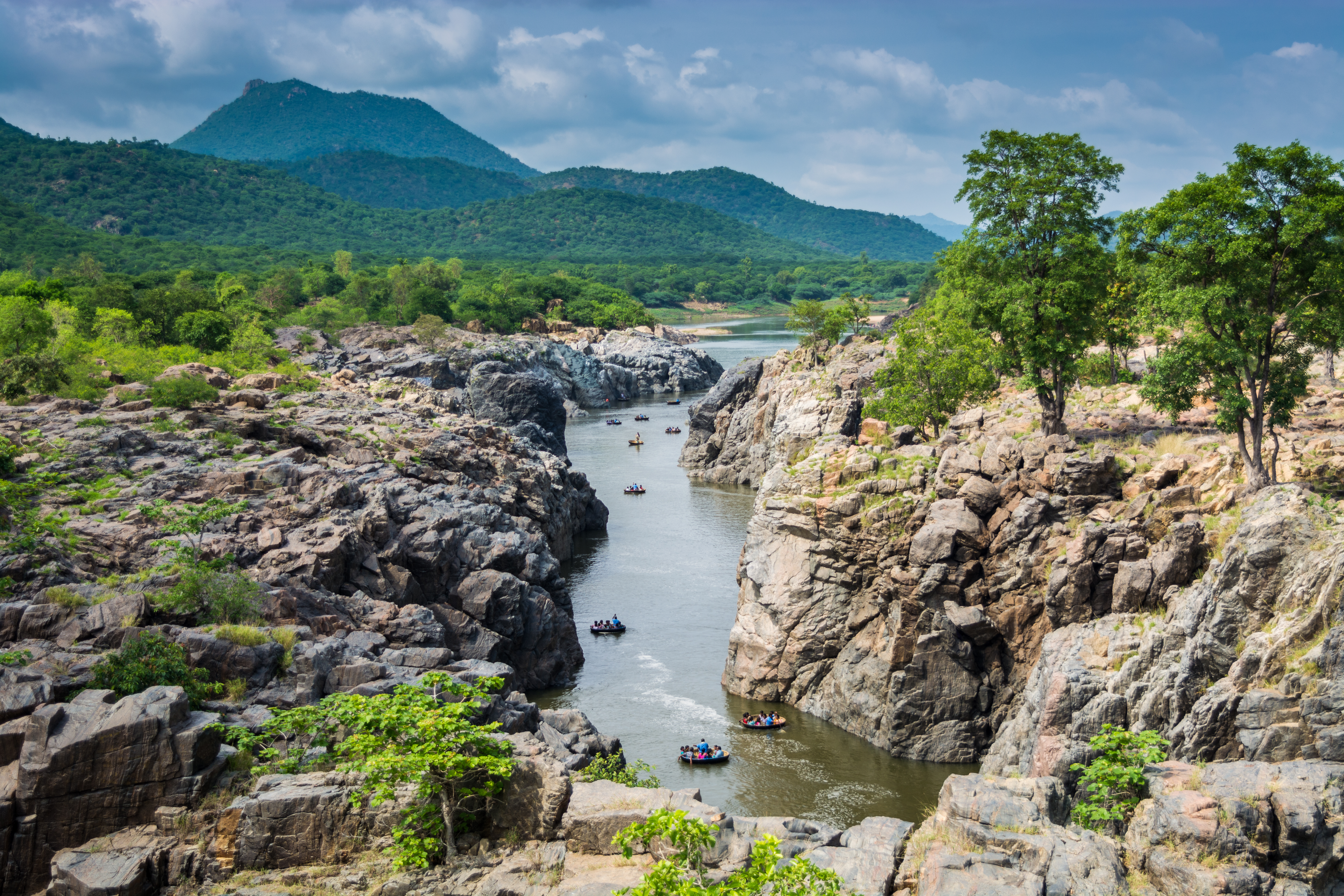
Le fleuve Cavéry près des chutes de Hogenakkal, non loin de la frontière canaraise en amont, et du barrage de Mettur en aval.
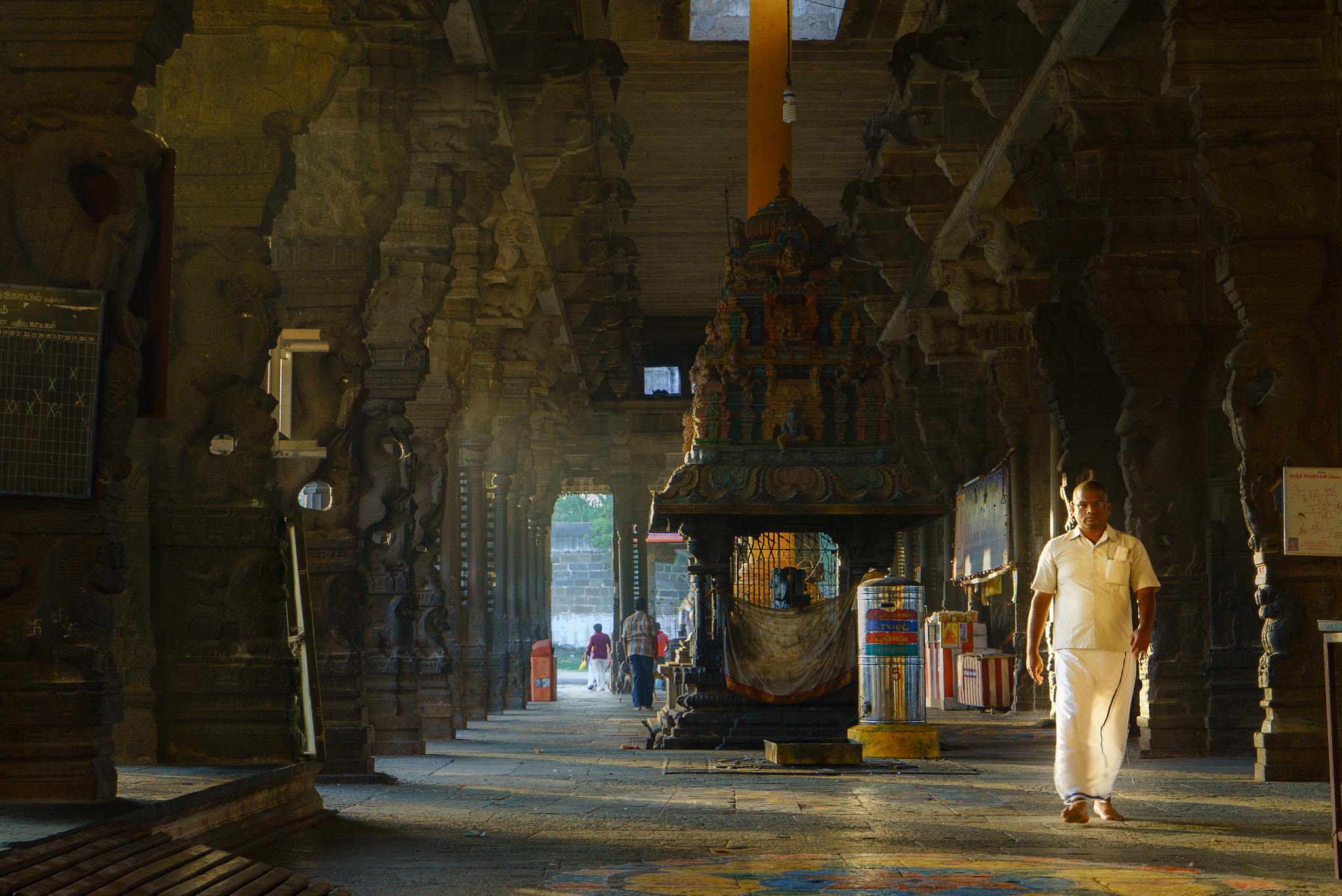
Galerie du Dwajasthamba dans le temple d'Ekambaresvara à Kanchipuram. Un des Sapta Puri, les sept villes saintes de l'Inde.
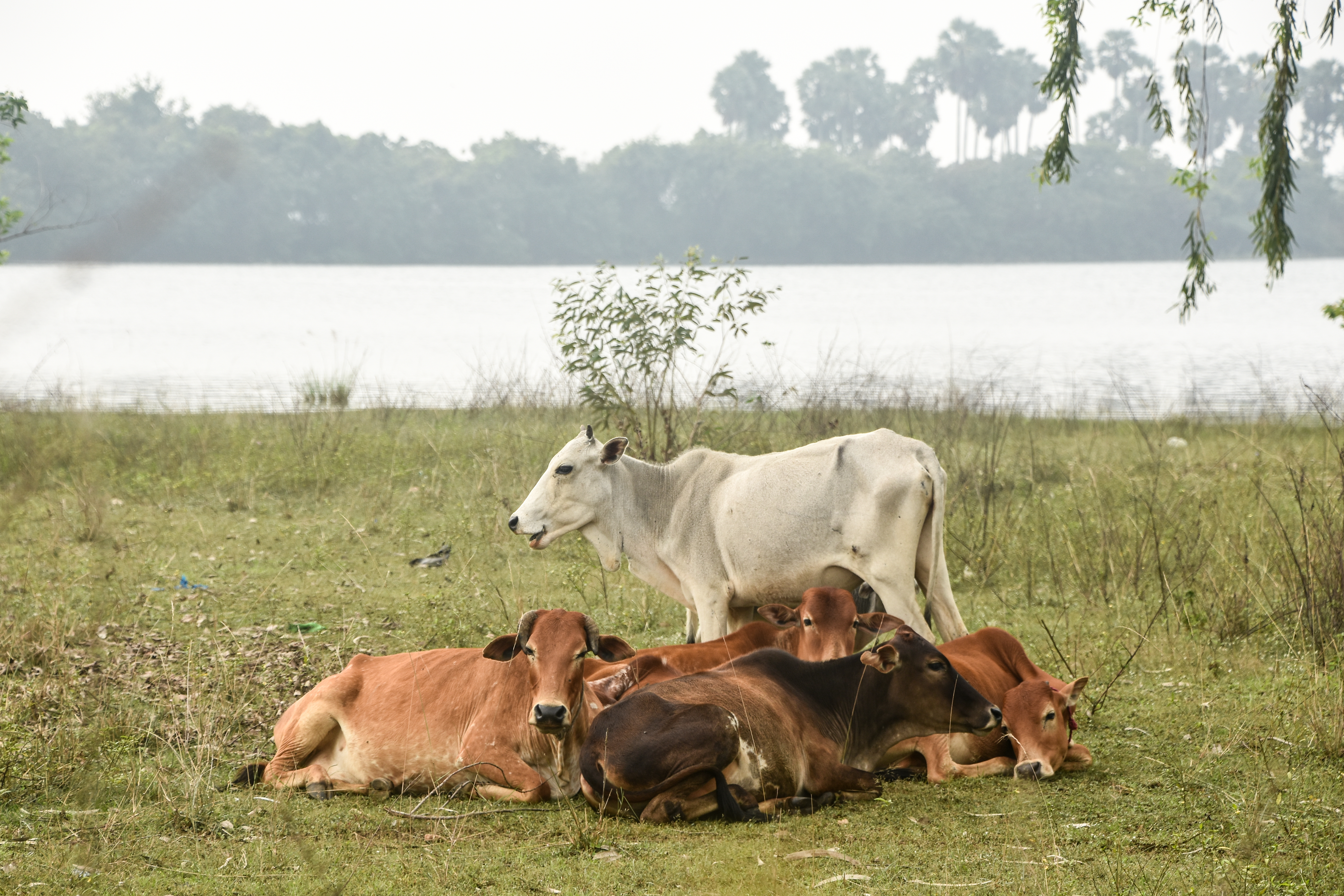
Des veaux en pâture près du lac de retenu (tank ou eri) de Sirudavoor, bordé par des palmiers de Palmyre, dans le nord du Tamil Nadu.
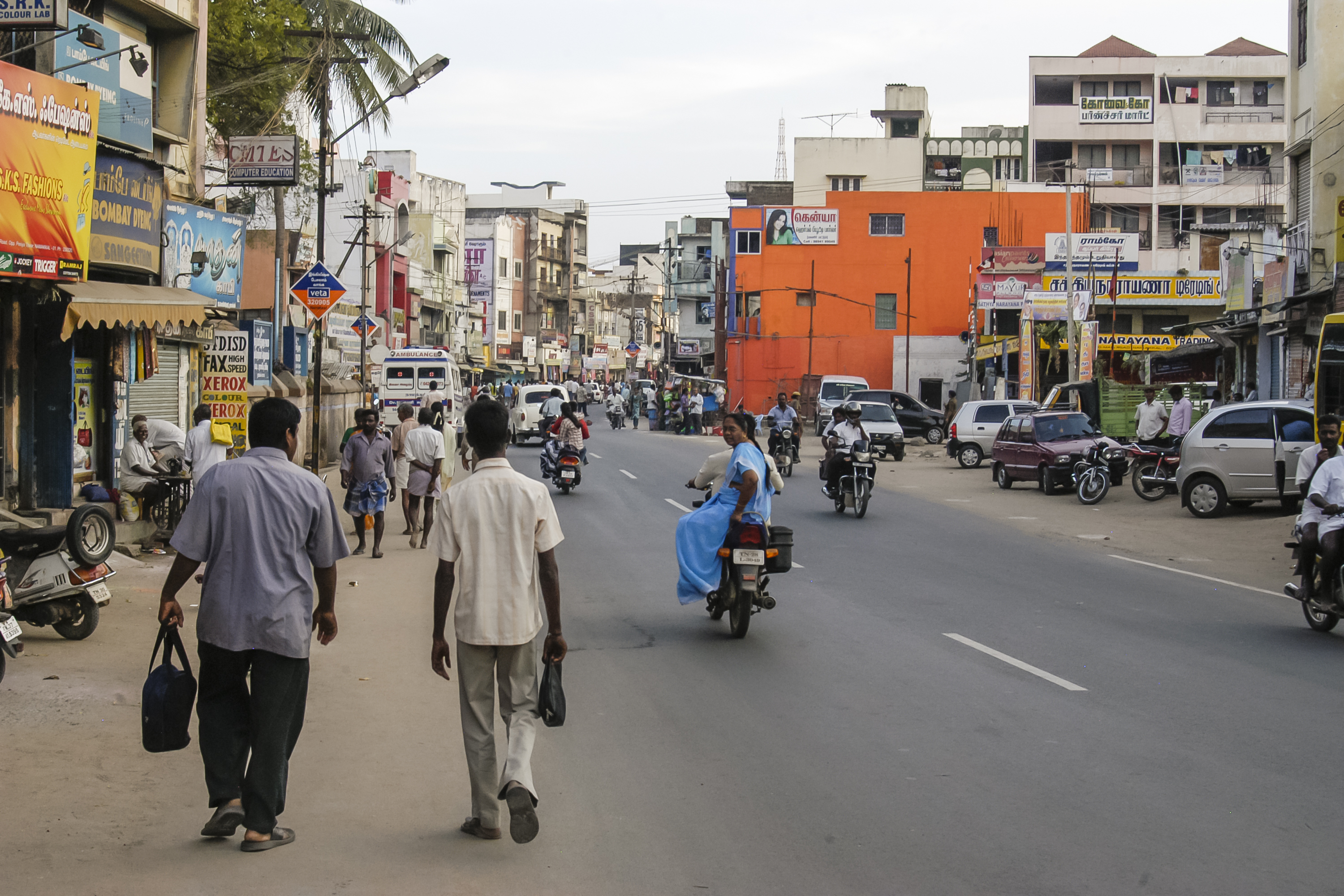
Scène de rue à Namakkal, dans le centre-ouest de l'État. Un paysage typique des centres urbains du Tamil Nadu.